# Малюнок

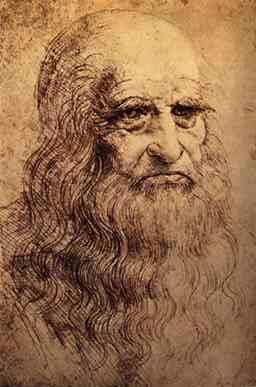
Автопортрет Леонардо срібним олівцем на папері, місто Турин, Італія.

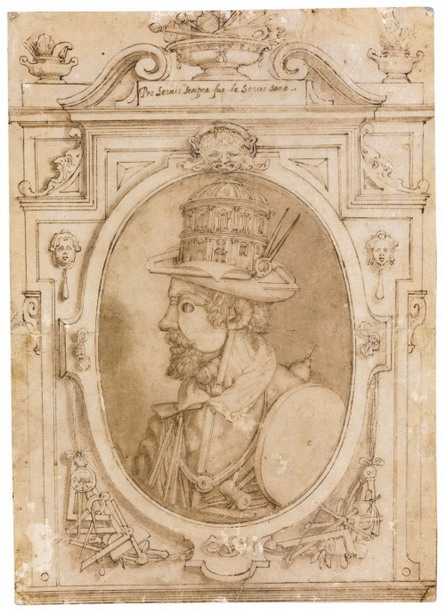
Послідовник Джузеппе Арчімбольдо. «Вигаданий портрет Мікеланджело Буонарроті», кінець 16 ст.

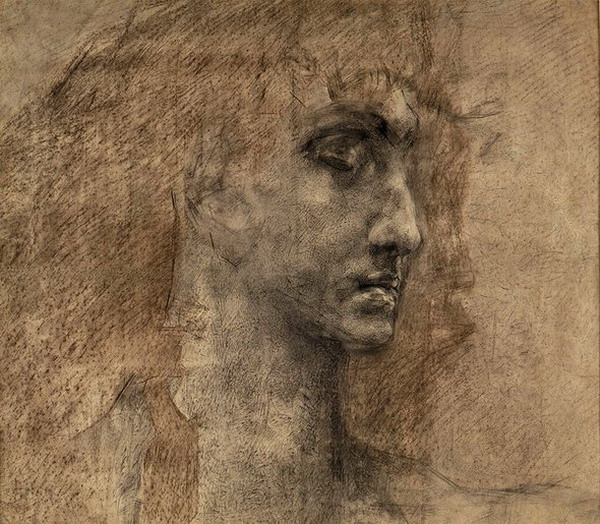
«Голова демона», Третьяковська галерея.

Малю́нок — мистецтво зображення певного предмета, візерунка, портрета або явища на площині різноманітними художніми техніками (олівець, перо, фарби тощо). Малю́нком називають витвір такого мистецтва, зазвичай на папері, хоча малюнки створюють як на недовговічних поверхнях (палицею на піску), так і на довговічних (мідяні, цинкові дошки-матриці для друкування гравюр тощо). В давнину створювались на стінах печер, скель тощо.
Малюнки старих майстрів — предмет колекціонування приватними особами чи музеями. Деякі з них є коштовні.

## Приклади малюнків

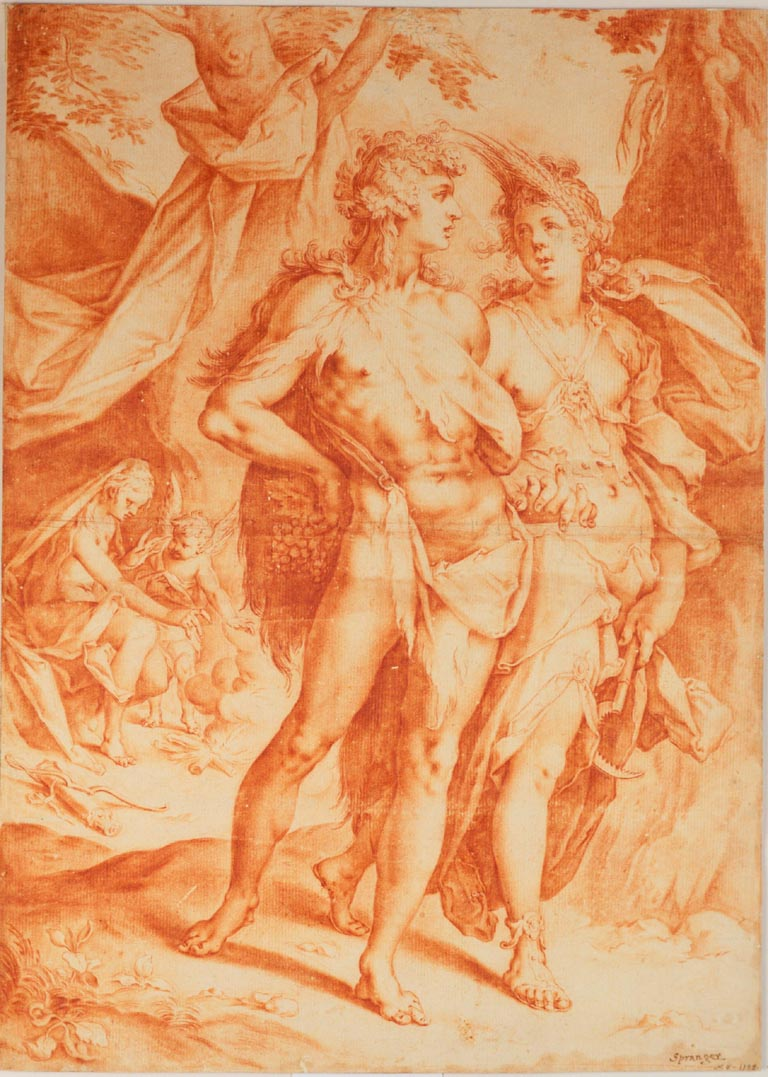
Бартоломеус Шпрангер, «Вакх і Церера», Національний музей старовинного мистецтва, Лісабон, Португалія
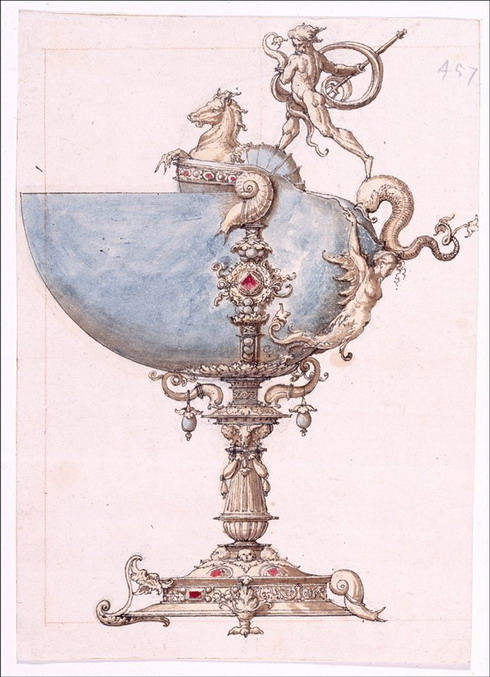
Пітер Кук ван Альст, Проєкт (дизайн) коштовного келиха з мушлею наутилуса, середина 16 ст.
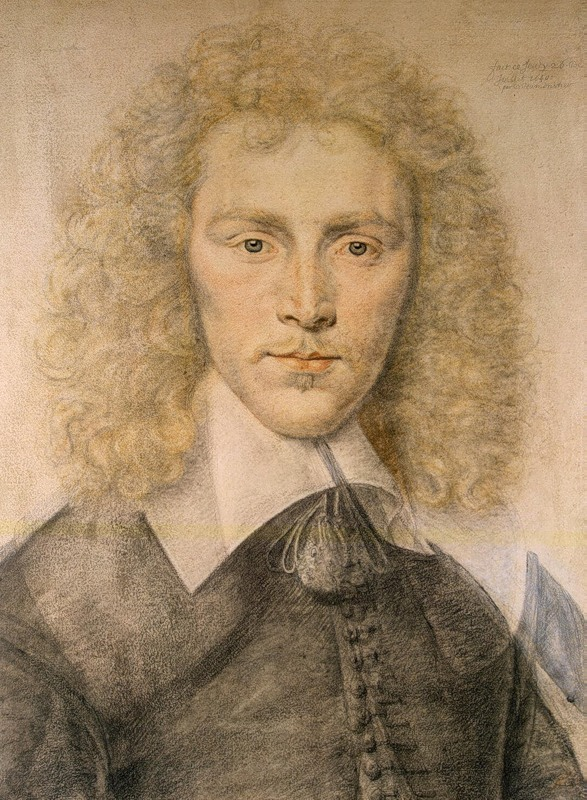
Даніель Дюмустьє, «Невідомий з русявим волоссям»
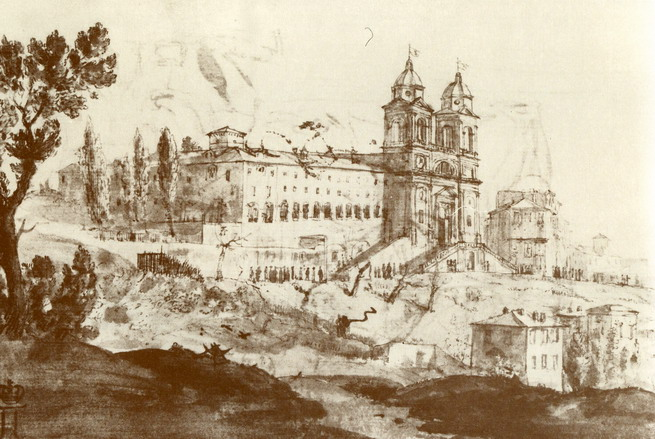
Клод Лоррен, «Санта-Трініті-дей-Монті, Рим» зі збірок Кобенцля
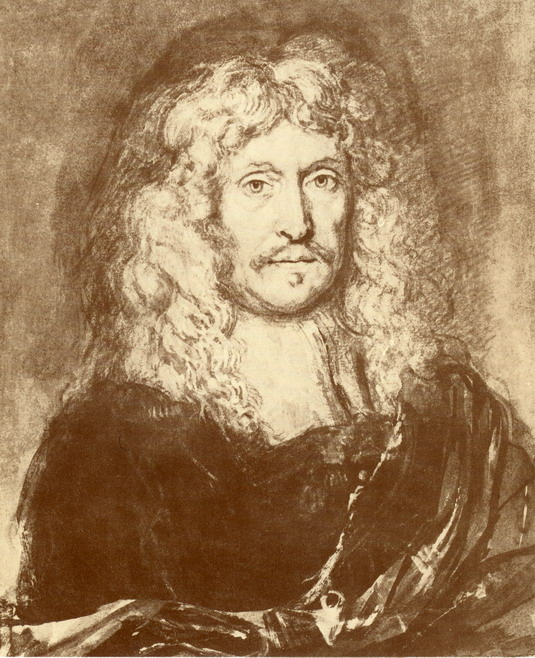
Йоахим Зандрарт, «Автопортрет», середина 17 ст.
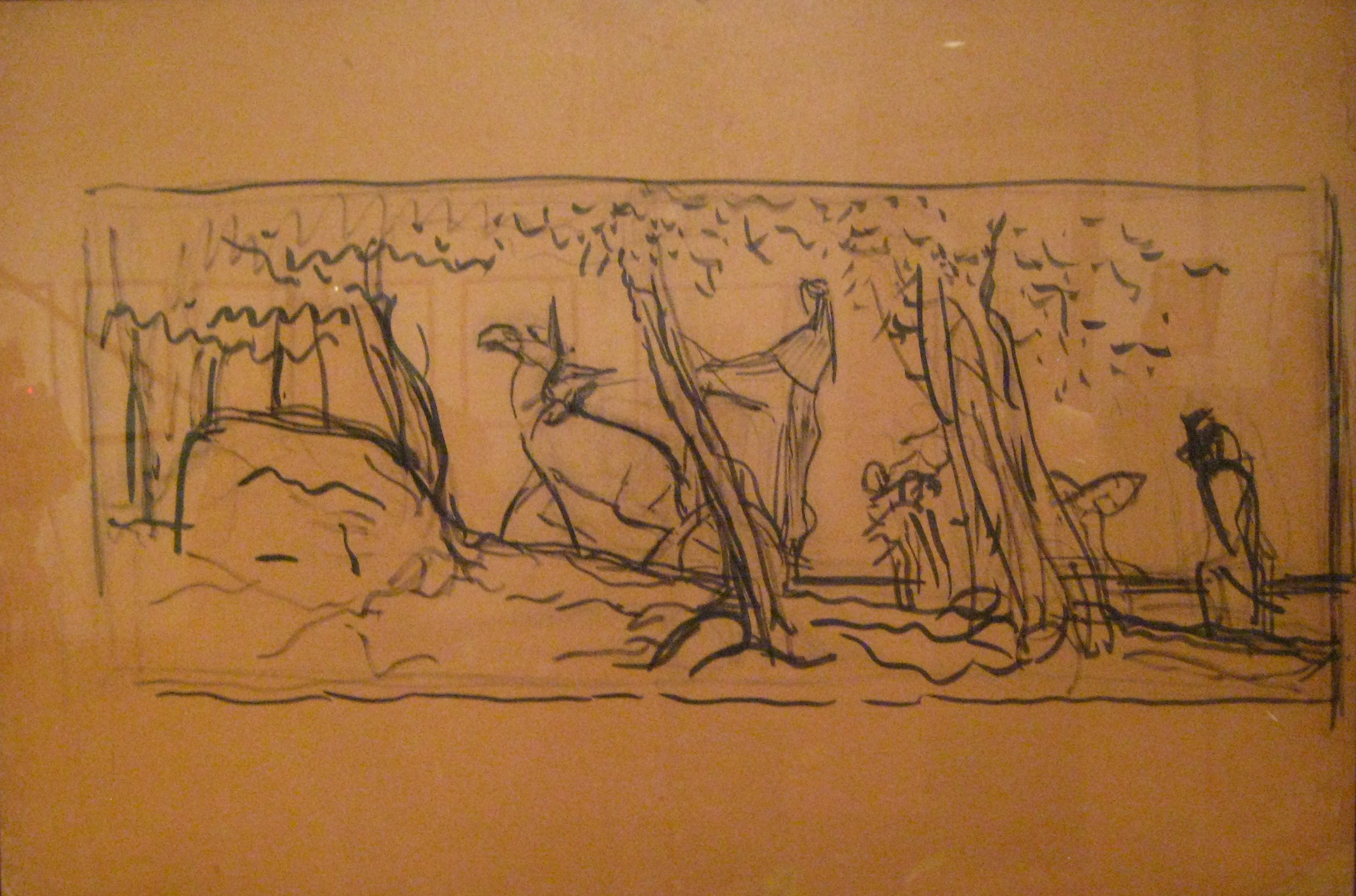
Сєров Валентин Олександрович. «Одіссей і Навзікая», малюнок композиції до майбутньої фрески
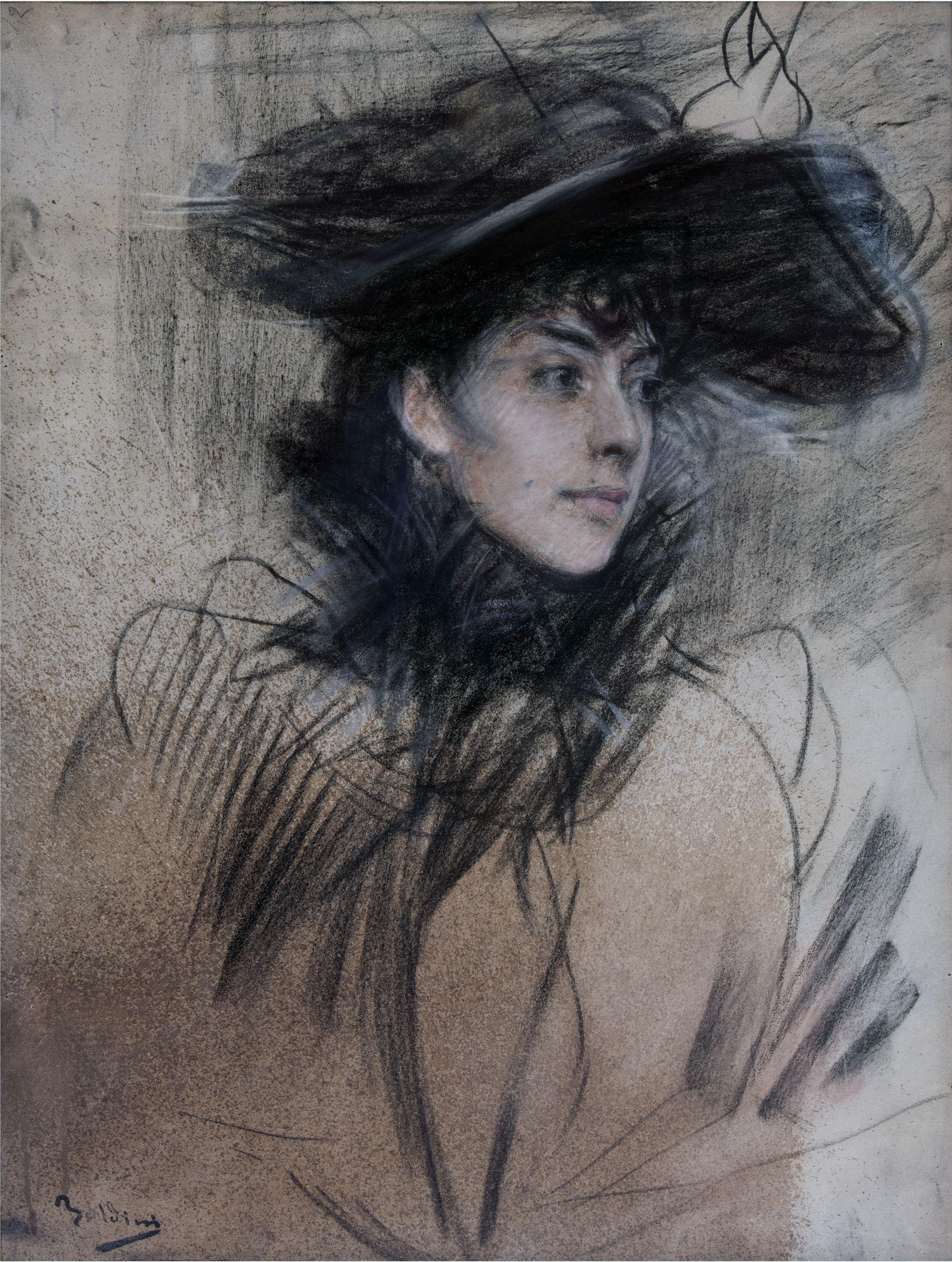
Джованні Больдіні. «Теста Бруна», до 1892 р.
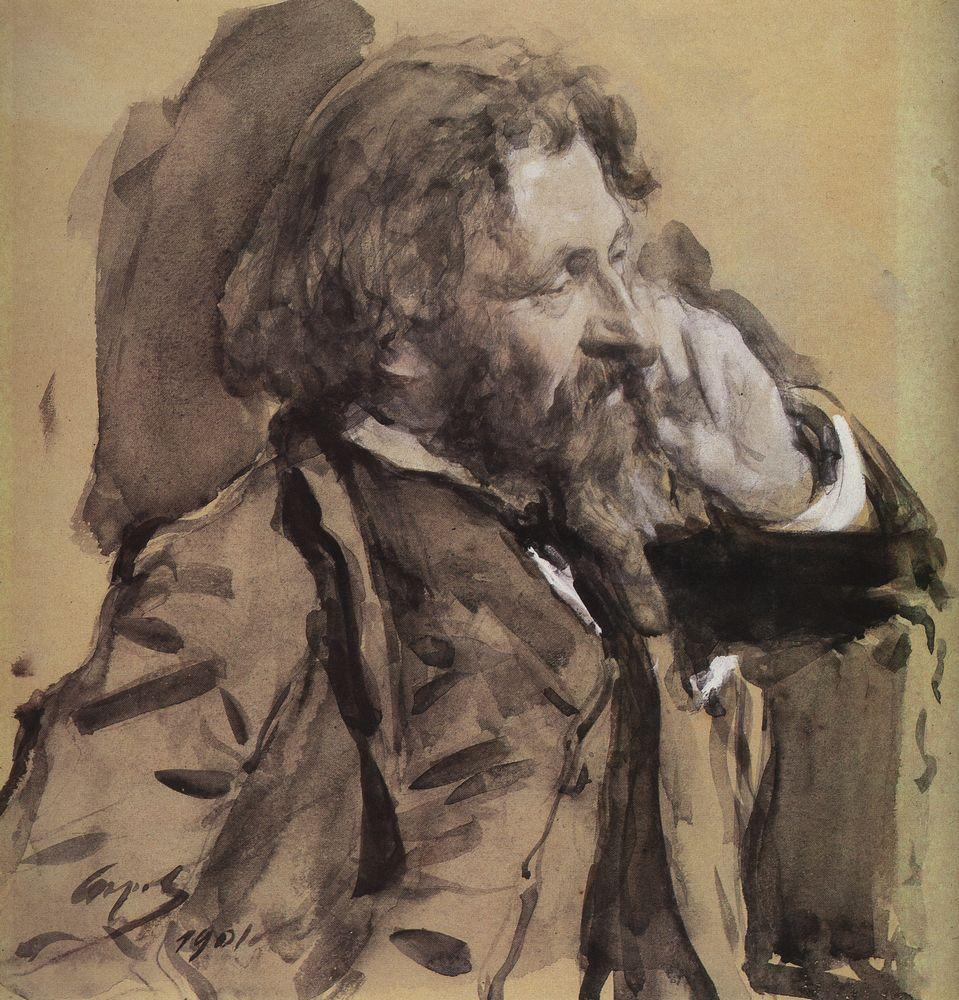
Сєров Валентин Олександрович. «Портрет Іллі Рєпіна», 1901 р.

## Історія інтерпретації терміна
Двоїстість змісту поняття «малюнок» (як основи форми, що сприймається і як основи зображення форми) міститься в одному з перших визначень, сформульованих знаменитим історіографом Джорджо Вазарі:
«Оскільки малюнок — батько трьох наших мистецтв: архітектури, скульптури та живопису, — маючи свій початок у розумі, отримує загальне поняття з багатьох речей, подібне до форми або ідеї всіх створінь природи, що відводить кожному його власну міру, то звідси випливає, що він пізнає пропорційності цілого з частинами і частин між собою і з цілим не тільки в людських тілах і тварин, але і в рослинах, а також у будівлях, скульптурах і картинах. А оскільки з цього пізнання народжується певне поняття і судження, так що в умі утворюється щось, що, будучи потім виражено руками, називається малюнком, то можна укласти, що малюнок цей не що інше, як видимий вираз і пояснення поняття, яке є у душі, яку людина уявила у своєму розумі і яка створилася в ідеї». 
Найвідоміше визначення мистецтва малюнка належить великому Мікеланджело Буонарроті:
«Малюнок, який інакше називають мистецтвом начерку, є найвища точка і живопису, і скульптури, і архітектури; малюнок є джерелом і душею всіх видів живопису та корінням будь-якої науки. Тому, хто так багато досяг, що опанував малюнок, я скажу, що він володіє цінним скарбом, тому що він може створювати образи вищі, ніж будь-яка вежа, як пензлем, так і розумом, і не зустріне стіни, яка не була б занадто вузька і мала для безмежності його фантазії».
У період італійського Відродження слово «малюнок» (il disegno) означало, передусім, задум, намір, план, що передують роботі у матеріалі. Пізніше з'явилося близьке поняття кончетто (думка, задум), а потім — інвенція (твір, винахід). До поширення цих термінів італійський художник і теоретик Ченніно Ченніні в «Книзі про мистецтво» (близько 1390 р.) використовував визначення: disegno interno (малюнок внутрішній) і disegno esterno (малюнок зовнішній). Цим поняттям відповідають французькі терміни: dessin (малюнок) та dessein (задум, поняття), що сягають безпосередньо латинського de-signare (визначати, позначати; звідси також англійське design, слово, яке використовують у багатьох значеннях: задум, ідея, позначення функцій, проектування, малювання). Теоретик італійського маньєризму Федеріко Цуккарі також доводив поняття «внутрішнього малюнка», пояснюючи: «Малюнок це ні матерія, ні тіло, ні властивість будь-якої субстанції але … він – форма, ідея, порядок, правило або предмет інтелекту, в якому виражені понять речі». Результатом взаємодії «розуміння» і «вирази» є «загальне уявлення» (disegno universale) «ідеальний образ, створений у свідомості і потім виражений і прояснений лінією або іншим способом». Тому малюнок (disegno) позначає (segna) та показує форму речі. Звідси придумана етимологія Цуккаро: «Disegno — segno di Dio in noi» (іт. «Малюнок — знак Бога в нас»). Багато художників підкреслювали, що малювання — це не так форма зображення, скільки спосіб чи інструмент творчого мислення. Любитель афоризмів Едґар Деґа, соратник і водночас опонент французьких імпресіоністів любив повторювати: «Малюнок — не форма, а спосіб ведення». Академіст Жан Огюст Домінік Енгр формулював поняття малюнка прагматично: «Малюнок — це лінія, це все»